# Forrestopius larryi
Forrestopius larryi là một loài tò vò trong họ Ichneumonidae.